# Romano il Melode
Romano il Melode (o anche il Melodo) (Emesa, 490 circa – Costantinopoli, 556 circa) è stato poeta ed autore di inni di genere religioso. La Chiesa cattolica e le Chiese ortodosse lo venerano come santo, celebrandone la festa il 1º ottobre.

## Biografia
Nacque a Emesa in Siria, forse da una famiglia di religione ebraica ma si convertì al Cristianesimo e si trasferì prima a Beirut, dove assunse l'incarico di diacono e coadiutore nella chiesa della Resurrezione per tre anni, poi a Costantinopoli, allora sotto l'imperatore Anastasio, presso la chiesa della Madre di Dio nel quartiere di Ciro.
Autore di molti inni religiosi, Romano perfezionò il contacio (kontakion, omelia lirico-drammatica, con la struttura di un inno diviso in stanze e accompagnato dalla melodia, su temi tratti dagli scritti testamentari e dalle vite dei martiri).
Morì circa nel 556.
Di lui ha detto papa Benedetto XVI: «Appartiene alla grande schiera dei teologi che hanno trasformato la teologia in poesia», come sant'Efrem di Siria, sant'Ambrogio, san Tommaso d'Aquino, san Giovanni della Croce e tanti altri.

## Edizioni moderne
- Giuseppe Cammelli (a cura di), Inni, Firenze, Tipografia fiorentina, 1930.
- Inni, antologia a cura di G. Gharib, Collana Letture cristiane delle origini. Testi, San Paolo Edizioni, 1981, ISBN 978-88-215-0426-6.
- Riccardo Maisano (a cura di), Cantici, 2 voll., Torino, UTET, 2002, ISBN 978-88-020-5734-7.
- Kontakia, vol. I, a cura di U. Trombi, Collana Testi patristici, Città Nuova, 2007, ISBN 978-88-311-8197-6.
- Kontakia, vol. II, a cura di U. Trombi, Collana Testi patristici, Città Nuova, 2007, ISBN 978-88-311-8198-3.